# Sofia Gisberg
Sofia Gisberg, född den 16 november 1854 i Sundsvall, död 3 januari 1926 i Vaxholm, var en svensk skulptör och textilkonstnär.

## Biografi
Sofia Gisberg var dotter till handlanden Per Daniel Gisberg och Abramina Elisabet Taxberg. Hon utbildade sig vid Litografiska Anstalten i Sundsvall. Gisberg kom tidigt i livet till Stockholm, där hon mellan 1877 och 1886 utbildades till syslöjdslärare och mönsterritare vid Slöjdskolan, där hon år 1890 även blev överlärare. Hon gick även målarskola hos konstnären Kerstin Cardon. Sofia Gisberg var en tid anställd på Centraltryckeriet i Stockholm som litograf.
Som konstnär hade hon stor bredd då hon formgav allt från kyrkotextilier och nobeldiplom till ljusstakar, bläckhorn och andra föremål. Hon engagerade sig även i Handarbetets vänner, där hon satt i styrelsen från 1867. Senare blev hon prisdomare vid 1897 års Stockholmsutställning. 
Sofia Gisberg formgav 1886 den fontänskulptur som pryder Vängåvans park i Sundsvall. Hon har ritat textilier som finns i Ösmo kyrka i Nynäshamn och i Gustavsbergs kyrka i Stockholm. Hon är även representerad på Nationalmuseum i Stockholm.
Gisbergs arbete var uppskattat. Om hennes antependium för Gustav Vasa kyrka i Stockholm 1906 skrev Gustaf Upmark att det var "det präktigaste, mest fullkomnade arbete som den moderna kyrkliga textilkonsten Sverige någonsin frambragt".
Under några år på 1870-talet och framåt verkade Föreningen för konstslöjd som en underavdelning till Svenska slöjdföreningen. Denna förening ordnade olika pristävlingar, som Gisberg var med i år 1885. Hon fick då pris för sina ritningar till ett bläckhorn och en ljusstake, båda i nyrenässans-stil.

## Verk

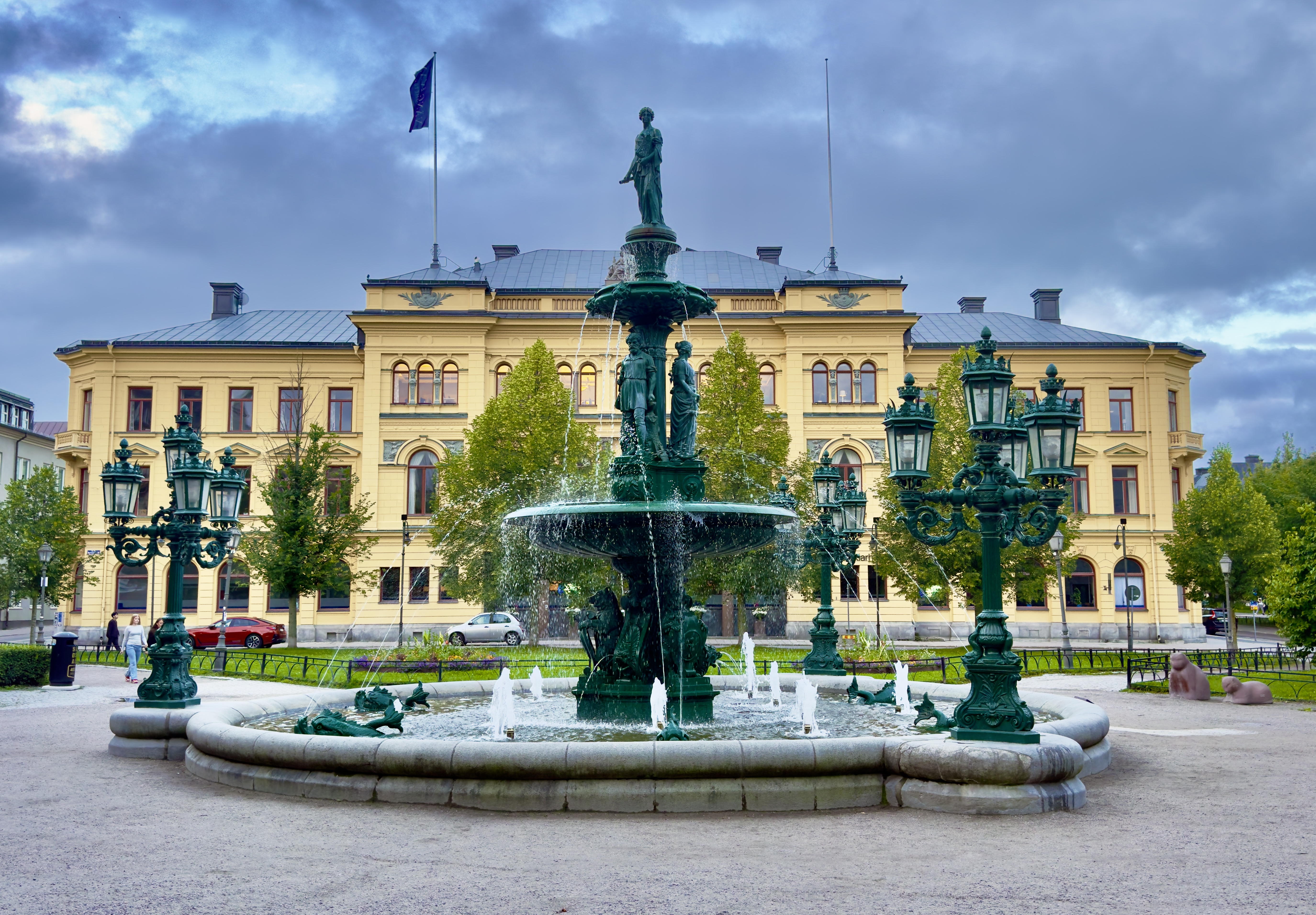
Gisbergs fontän i parken Vängåvan i Sundsvall.
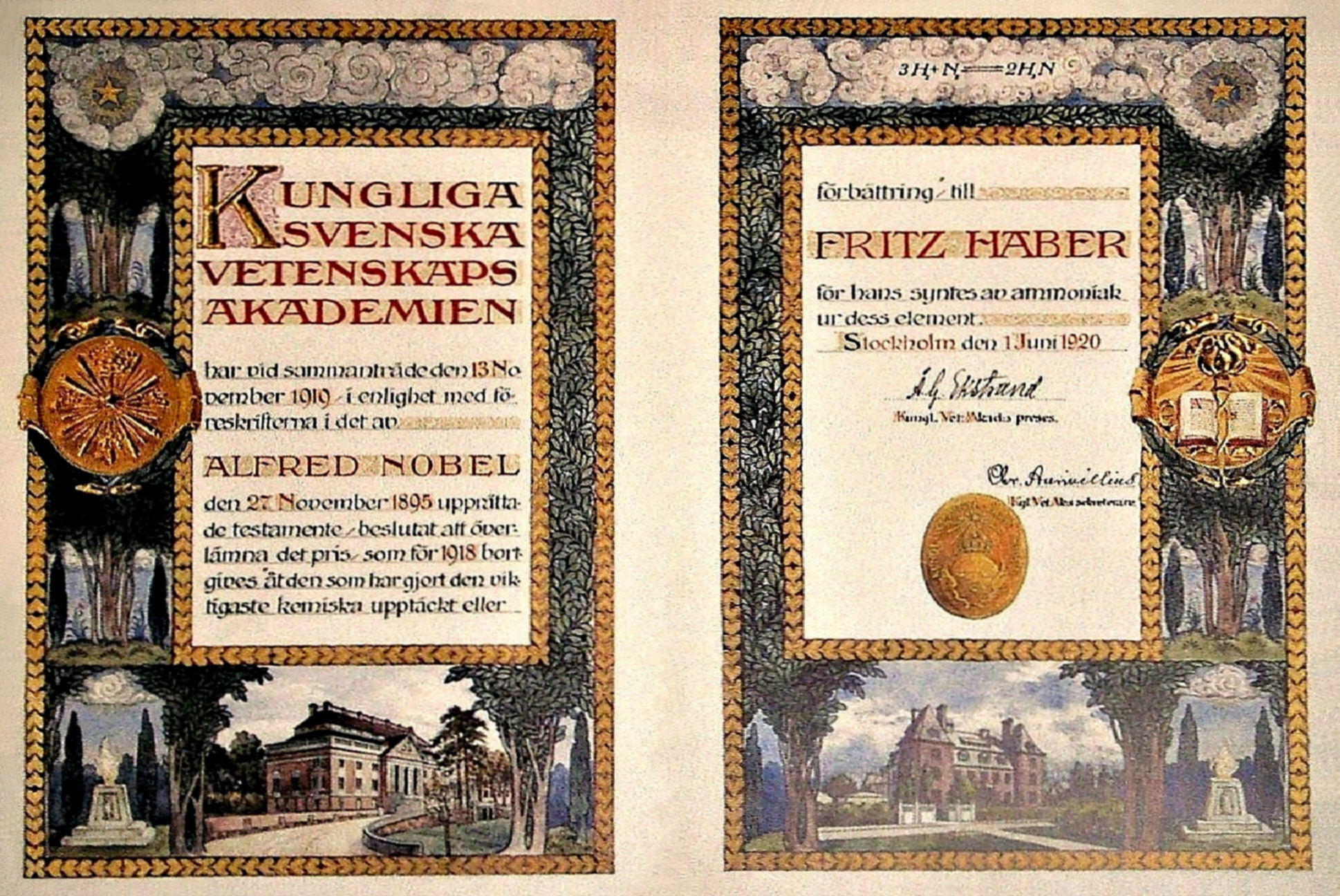
Nobeldiplom för kemipristagaren Fritz Haber 1918 utfört av Gisberg.